# Cryptothelea holmesi
Cryptothelea holmesi är en fjärilsart som beskrevs av Watt 1898. Cryptothelea holmesi ingår i släktet Cryptothelea och familjen säckspinnare. Inga underarter finns listade i Catalogue of Life.